# Kapraď podobná
Kapraď podobná (Dryopteris expansa) je druh kapradiny z čeledi kapraďovité (Dryopteridaceae), poprvé popsaný v Německu. Dává přednost vlhku, smíšeným nebo jehličnatým lesům a skalním štěrbinám například na alpských svazích. Často roste na kmenech padlých stromů a pařezů.

## Popis
Kapraď podobná je trsnatá bylina s oddenkem přímým nebo vystoupavým, až 25 cm dlouhým a 3cm až 8 cm silným, hustě plevinatým.
Listy zpravidla nepřezimující 15 cm až 50 cm. Mírně obkloukovitě prohnuté, na spodní straně roztroušeně žláznaté, nejčastěji světle zelené.
Čepel může být vejčitá, široce vejčitá a až vejčitě trojúhelníkovitá. Zpravidla však je 1–2x delší než široká, na vrcholu v obrysu špičatá, 3× až 4× zpeřená s 15 až 25 lístky po každé straně. Hlavní vřeteno je pletivnaté. Lístky jsou zpravidla ploché, vejčité, široce vejčité až vejčitě trojúhelníkovité, navzájem se dotýkají nebo až překrývají. Nejdolejší lístečky bazálního lístku asi tak dlouhé nebo o málo delší než polovina délky celého nejdolnějšího lístku, okraje lístků i lístečků pilovitě zubaté. Řapík je asi tak dlouhý jako čepel, hustě tmavohnědě až kaštanově hnědě plevinatý. Pleviny často dosahují délky více než 1 cm, s úzkým tmavým středem a světlejším okrajem, který však nedosahuje do dlouze zašpičatělého vrcholu.
Výtrusnicové kupky mají 0,5mm až 1mm v průměru, kryté ledvinitou až okrouhle ledvinitou žlaznatě chlupatou ostěrou. Výtrusy jsou elipsoidní ostny na vrcholu tupé nebo špičaté, na bázi svými základy nesplývají.

## Použití
Obsahuje filicin, který paralyzuje tasemnice a další vnitřní parazity.

## Výskyt
Přirozeně se vyskytuje v chladných subarktických oblastech na severní polokouli, na jihu ve vyšších nadmořských výškách. Na horách ve Španělsku a Řecku v jižní Evropě, v Japonsku ve východní Asii a ve střední Kalifornii v Severní Americe.